# Aeropuerto de Ahe
El aeródromo de Ahe (código AITA : AHE CÓDIGO OACI : NTHE) es un aeródromo en el atolón de Ahe en el archipiélago de las Tuamotu en Polinesia Francesa.

## Compañías y destinos
- Air Tahiti Aeropuerto internacional de Tahití Fa'tiene'ā
- Air Tahiti Aeropuerto de Manihi